# Imanol Berriatua
Imanol Berriatua Ibieta, né le 24 décembre 1914 à Elantxobe et mort le 15 septembre 1981 à Jérusalem, est un écrivain, prêtre et académicien basque espagnol de langue basque.

## Biographie
Imanol Berriatua entre au séminaire de Forua à l'âge de 10 ans. En 1937, avant la Guerre civile espagnole, la direction du séminaire franciscain décide de l'envoyer avec d'autres moines à Cuba. Il y est ordonné prêtre en 1938 puis occupe le ministère sacerdotal pendant trois ans (1946-1949), en tant que pasteur de Camajuaní dans la province de Las Villas.
Il retourne au Pays basque en 1950 et prend immédiatement contact avec diverses euskaltzales, dont plus particulièrement Federico Krutwig.
Professeur de grec, français et euskara au séminaire franciscain de Forua, il en devient le directeur de 1952 à 1954. À cette même époque (1953), Imanol Berriatua fonde le magazine Anaitasuna (1953-1982) qui signifie « fraternité » en basque.
Il part à Bermeo en 1954 où il est aumônier pour l'Apostolat de la mer (Apostolatus Maris) entre 1957 et 1967, et dans l'exercice de ses fonctions Imanol Berriatua passera plusieurs années en Afrique de l'Ouest.
En 1967, Imanol Berriatua réside à Bilbao et commence une période de recherche intensive sur la langue basque. Polyglotte, il a une connaissance approfondie des langues. Outre le latin, le grec et l'hébreu, il parle aussi des langues modernes comme le français, l'anglais et l'allemand. Grâce à son travail dans le domaine de la grammaire et ses créations littéraires, l'Euskaltzaindia ou Académie de la langue basque le nomme académicien en 1961.
Son intérêt pour les méthodes utilisées par les Israéliens dans l'apprentissage rapide de l'hébreu l'amène à se rendre en Israël. De ce voyage est issu un livre Egin Hitz, où il développe une approche efficace pour l'apprentissage de l'euskara. Il est également l'auteur de Itsasoa eta ni, Kristiñau Katezismoa, Lagunarteko Mezea et Santa María Goretti eta Teresalina Zubiri. Il publiera plusieurs articles régulièrement dans les magazines Anaitasuna et Euskera entre 1963 et 1981.
Imanol Berriatua décède à l'âge de 66 ans à Jérusalem. Il est d'ailleurs enterré dans le monastère franciscain où il vivait.